# ایشین چیبا
ایشین چیبا (انگلیسی: Isshin Chiba؛ زادهٔ ۲۶ ژوئن ۱۹۶۸) صداپیشه اهل ژاپن است.